# Гаста

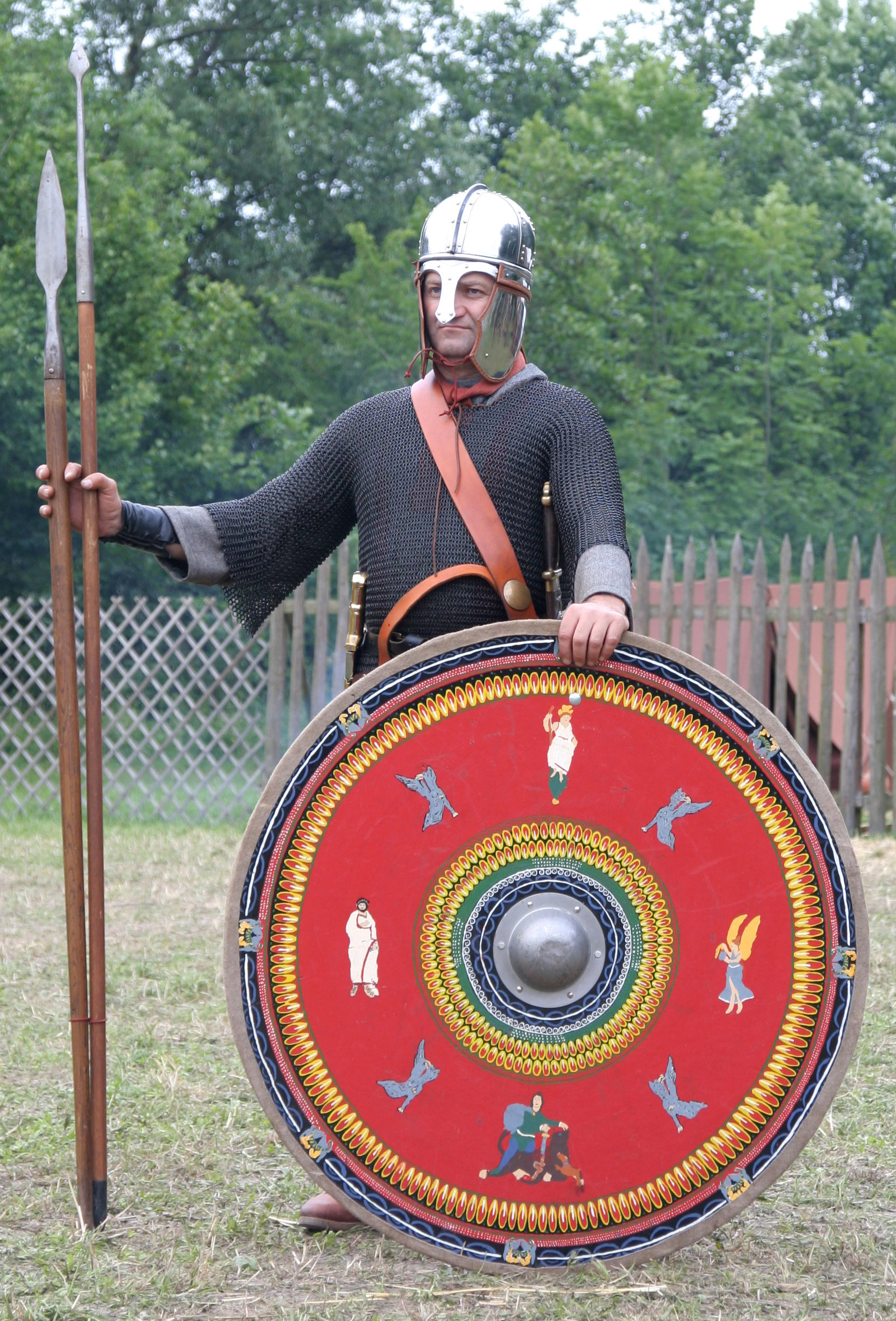
Римський солдат з гастою (Реконструкція)

Га́ста (лат. hasta) — давньоримський (первісно — сабінський) спис. Слово hasta за різних часів уживали щодо різних видів списів, подібно назвам низки інших видів римської зброї.

## Історія
Римський поет III ст. до н. е. Енній згадує гасту у її загальнопоширеному значенні — як метальну зброю, від якої отримали свою назву гастати, хоча спис тріарія теж називався гастою, на час Полібія гастами були озброєні і тріарії. «Гастою» (hasta velitaris) звали також дротик легкої піхоти. Позбавлення солдатів гаст означало їх розжалування у веліти. На сьогоднішній день вважають, що первісно римляни були озброєні важкими ударними списами (власне гастами), а пізніше стали переозброюватися легкими метальними (пілумами, верутумами) — спочатку гастати у IV або III ст. до н. е., потім принципи до кінця III ст. і тріарії наприкінці II або на початку I ст. до н. е.

## Символізм
Феціали символічно кидали закривавлену гасту на ворожу територію для оголошення війни. Спеціальна гаста без наконечника (hasta pura — букв. «чиста гаста») у ранню епоху була римською бойовою нагородою, присуджувалась також приміпілам після завершення служби. Була ще «celibaris hasta» — спис, яким був вражений переможений гладіатор, що використовувалося, як повідомляє Овідій, за традицією для обрізання волосся нареченої. На громадських торгах встромлена в землю гаста символічно оголошувала початок торгових оборудок (subhastationes) і також за звичаєм стояла перед судом центумвірів (hasta centumviralis).

## Джерело
- Гаста // Энциклопедический словарь Брокгауза и Ефрона : в 86 т. (82 т. и 4 доп. т.). — СПб., 1890—1907. (рос. дореф.)